# Hypogastrura baltica
Hypogastrura baltica är en urinsektsart som beskrevs av Kaomud Tyagi och Usha Baijal 1982. Hypogastrura baltica ingår i släktet Hypogastrura och familjen Hypogastruridae. Inga underarter finns listade i Catalogue of Life.